# Alsózsadány
Alsózsadány (1890-ig Alsó-Zsdány, szlovákul: Dolná Ždaňa) község Szlovákiában, a Besztercebányai kerületben, a Garamszentkereszti járásban.

## Fekvése
Garamszentkereszttől 8 km-re délnyugatra, a Garam jobb partján fekszik.

## Története
1429-ben a királyi kamara birtokaként említik először, Körmöcbánya város uradalmához tartozott. 1450-ben 25 bányászcsalád élt a településen. 1601-ben 24 ház állt a községben. 1828-ban 25 házában 240 lakos élt, akik mezőgazdasággal, erdei munkákkal, bányászattal foglalkoztak. Csak 1888-ban lett önálló község.
Bars vármegye monográfiája szerint: „Alsózsadány, garammenti tót kisközség. Hajdan Zdán, Zdana vagy Sdány néven szerepelt és ez utóbbi néven van említve, mint a revistyei vár tartozéka is, melynek urairól más helyen van szó. Később az erdőkincstár birtoka lett. Katholikus temploma 1847-ben épült. Határában szénsavas savanyúvíz-forrás van. Lakosainak száma 462, postája Geletnek, távirója és vasúti állomása Geletnek-Szklénó."
A trianoni békeszerződésig Bars vármegye Garamszentkereszti járásához tartozott.
1944-ben a németek az itteni nemzeti bizottság tagjait letartóztatták és a dachaui koncentrációs táborba szállították, ahol mindannyian meghaltak. A háború után lakói főként Garamszentkereszt és Körmöcbánya gyáraiban dolgoztak.

## Népessége
| Év:            | 1994. | 2004.    | 2014.    | 2024.   |
| -------------- | ----- | -------- | -------- | ------- |
| Emberek száma: | 597   | 678      | 888      | 878     |
| Eltérés:       |       | +13,56 % | +30,97 % | -1,12 % |

| Év:            | 2023. | 2024.   |
| -------------- | ----- | ------- |
| Emberek száma: | 883   | 878     |
| Eltérés:       |       | -0,56 % |

1910-ben 538, túlnyomórészt szlovák anyanyelvű lakosa volt.
2001-ben 656 lakosából 634 szlovák volt.
2011-ben 796 lakosából 710 szlovák volt.

## Nevezetességei
- Római katolikus temploma 1847-ben épült klasszicista stílusban.